# Host Club - Amore in affitto
Host Club - Amore in affitto (桜蘭高校ホスト部?, Ōran Kōkō Hosuto Kurabu) è un manga shōjo di Bisco Hatori pubblicato nella rivista LaLa della Hakusensha dal settembre 2002 al novembre 2010. I singoli capitoli sono stati raccolti in 18 volumi tankōbon.
La serie segue le vicende di Haruhi Fujioka, una studentessa dell'istituto Ouran, e degli altri membri dell'Host Club e delle relazioni intercorrenti tra soci e ospiti. Questa commedia romantica si concentra sui rapporti che si sviluppano dentro e fuori il club e ironizza sul comportamento di ragazzi e ragazze, con una satira di luoghi comuni e stereotipi presenti nel genere shōjo.
Il manga è stato anche adattato in una serie di CD drama, in un anime diretto da Takuya Igarashi e prodotto dalla Bones, in una visual novel della Idea Factory e infine in un dorama di 11 puntate nel 2011 dallo stesso titolo di Ouran High School Host Club con Yūsuke Yamamoto che interpreta il ruolo di Tamaki. Inoltre è uscita anche una pellicola cinematografica conclusiva della serie, con gli stessi attori protagonisti del dorama, nel marzo 2012.

## Trama
La storia narra delle disavventure di Haruhi, studentessa presso l'Ouran High (una scuola immaginaria collocata a Bunkyō, Tokyo ) e degli altri membri del popolare club interno alla scuola: la maggior parte degli studenti provengono da famiglie benestanti appartenenti all'upper class. L'istituto è frequentato da figli di politici e magnati delle grandi imprese, ma in casi speciali borse di studio di merito annuali sono concesse a studenti eccezionali con fascia di reddito più bassa.
A causa dell'impennata dei costi delle uniformi scolastiche, Haruhi decide di vestirsi in modo alternativo, cioè sciatto e "casual", del tutto simile a come si vestirebbe un maschio trasandato: si aggira per l'istituto indossando un largo maglione unisex consunto, jeans lunghi sdruciti e degli occhiali da vista dalle grosse lenti. Inoltre, racconterà lei stessa, durante l'ultimo anno delle medie un bambino le aveva appiccicato una gomma da masticare sui capelli, fatto che la costrinse a tagliarli. Ciò ha causato fin da allora un grande fraintendimento da parte degli altri studenti, che tendono a scambiarla facilmente per un ragazzo.
Un giorno Haruhi, mentre è alla ricerca di un posto tranquillo dove studiare, fa capolino nell'Aula di musica numero tre, apparentemente vuota e silenziosa. Ma essa, scoprirà subito la ragazza, è in realtà il luogo di ritrovo e lavoro dell'Ouran Host Club, un gruppo formato dai sei studenti più attraenti della scuola (Takashi "Mori", Mitsukuni "Honey", Hikaru e Kaoru, Tamaki e Kyouya) "assunti" durante il loro tempo col fine di flirtare, incantare, intrattenere piacevolmente e soddisfare le esigenze di svago delle studentesse in cambio di soldi: giovani che distribuiscono la loro sensualissima presenza cercando di fare la gioia di chi gli sta vicino. Durante quel loro primo incontro, quando trova e irrompe per errore nel loro salone-ritrovo, Haruhi riesce nella sua travolgente sbadataggine a far cadere inavvertitamente un preziosissimo vaso rinascimentale che si rompre in mille pezzi. Per darle la possibilità di ripagare il debito, Haruhi viene assunta immediatamente per svolgere varie mansioni e commissioni di servizio domestico per l'Host Club: in queste condizioni dovrà lavorare per loro fino al conseguimento della laurea. Ma subito il presidente del club, Tamaki, senza sapere ancora che in realtà Haruhi è una ragazza, le propone di diventare un membro effettivo dell'Host, in quanto riesce a dimostrare subito un notevole fascino nei confronti delle ragazze.
I padroni di casa concordano subito sul fatto che Haruhi può davvero diventare un ottimo Host, facendo pratica; le procurano una divisa e lenti a contatto e la fanno scendere in campo. Il successo ottenuto è talmente ampio che, anche dopo aver scoperto la sua vera identità, decidono di proseguire con l'inganno. Se fosse stata scelta da almeno 100 clienti il suo debito sarebbe stato considerato come pagato, definitivamente. Durante il periodo in cui Haruhi farà parte dell'Host Club, si creeranno solide amicizie e triangoli amorosi, e Tamaki ed Harui cercheranno di capire i propri sentimenti l'uno per l'altra.

## Personaggi

I protagonisti

- Haruhi Fujioka (藤岡 ハルヒ?, Fujioka Haruhi):

16 anni. Diretta e spinosa protagonista della storia; una ragazza abbastanza inusuale che non si preoccupa del suo aspetto né della moda del momento. Ha un carattere indipendente, una buona attitudine alla socialità, anche se inizialmente si trova a disprezzare un po' l'accentuato snobismo dei suoi nuovi amici.
Dopo numerosi esperimenti su di lei condotti dai gemelli si viene ad appurare che non ha paura di nulla di quello che normalmente spaventa le ragazze (neppure del sangue, dei vermi o degli insetti più schifosi), tranne che dei fulmini: appena ne sente uno entra nel panico più completo, nascondendosi sotto il tavolo o dentro un armadio.
Nonostante con la sua mentalità semplice e natura indipendente si trovi spesso e volentieri a scontrarsi con l'esuberante gaiezza degli altri host, in fondo tiene molto ad ognuno di loro. Dal momento che s'è unita al Club ha sempre ripetuto e sottolineato il fatto che appena saldato il debito ne sarebbe uscita immediatamente; ma poi decide di rimanere poiché le piace essere un host (ne è gratificata intimamente), nonostante debba continuamente a fingersi un maschio per poterlo fare.
Gli altri membri sembrano aver tutti sviluppato a modo loro dei sentimenti forti nei suoi confronti, anche se alcuni continuano a non rendersene perfettamente conto (o non agiscono seguendo il loro sentire più vero): nel manga, dopo un bacio sulla fronte di Tamaki (dopo che questi gli ebbe raccontato i suoi problemi familiari), finirà coll'innamorarsi di lui.
Vive in un piccolo appartamento insieme al padre Rioji, diventato un "travestito" (Okama) professionale per poter mantenere il lavoro nel bar dove gli viene richiesto di fingersi una donna. La madre invece, un avvocato di spicco, morì a causa di una grave malattia quando lei aveva 4 anni; cosa questa che ha costretto Haruhi a diventare precocemente molto brava nelle faccende domestiche, dovendo da quel momento cercare di badare per quanto possibile a se stessa, senza chiedere l'aiuto di nessuno. È interpretata da Maaya Sakamoto.
- Tamaki Suō (須王 環?, Suō Tamaki)):

17 anni, frequenta il 2º anno. Biondo e con gli occhi viola (cibi preferiti ramen, caramelle e caffè). A volte appare come uno sciocco narcisista, ma è invero un premuroso e affabile ragazzo, molto cordiale e generoso col prossimo.
È lui che sta dietro la creazione dell'Host club, ed è sempre molto attento ai suoi doveri e incombenze; la motivazione iniziale che gli ha fatto decidere di aprire il Club era quella di far sorridere e rendere felici tutte le persone che aveva intorno (oltreché poter così soddisfare appieno la sua passione per il gioco seduttivo). Tamaki è veramente il perfetto gentiluomo, i suoi sentimenti vengono facilmente feriti o colpiti dalle cose che accadono o dalle parole che vengono pronunciate.
Può essere a volte visto come troppo ingenuo e diretto per la sua età, specialmente per il modo d'intendere se stesso nei confronti di Haruhi, ovvero come un'ossessiva figura paterna; quando in realtà più passa il tempo e più si affeziona sentimentalmente a lei. È per metà francese (subendo pregiudizi a causa di ciò) e vive con suo padre, il facoltoso preside dell'istituto; è un pianista di raro talento, capacità acquisita dovendo suonare per la madre malata.
Ha avuto un'infanzia difficile: si verrà a sapere ch'egli è in realtà il figlio unico illegittimo di suo padre, un influente uomo d'affari giapponese (già sposato a quell'epoca) e di un'aristocratica decaduta francese. L'uomo voleva divorziare dalla moglie trasferendosi con la sua compagnia oramai incinta in Giappone: ma la madre di lui, unico autentico autoritario capofamiglia, non glielo permise opponendosi ferocemente (il figlio finì per sottomettersi per interesse).
Tamaki è quindi rimasto in Francia fino al compimento dei 14 anni. S'è trasferito in Giappone a seguito di problemi finanziari della famiglia materna, da allora vive separato dalla madre, a causa di un accordo tra i suoi genitori e la sua gelida nonna paterna (la quale oltretutto non lo vuole riconoscere come degno successore del casato), che vieta alla madre di Tamaki d'aver contatti con lui in cambio di denaro, ma lui continua nonostante tutto ad esser gentile nei riguardi della vecchia signora. È molto superstizioso nei confronti di Nekozawa Umehito. È interpretato da Mamoru Miyano.
- Kyōya Ōtori (鳳 鏡夜?, Ōtori Kyōya):

16-17 anni, è al 2º anno. Astutissimo e freddo manipolatore (corruttore e minaccioso quando serve), sebbene sempre cortesissimo, è il vicepresidente e cofondatore dell'Host Club, nonché amministratore finanziario (gestisce le spese riguardanti tutti gli eventi relativi al club). Kyouya è anche il migliore amico di Tamaki, nonostante i due siano di carattere completamente differente.
Porta sempre con sé un blocchetto per gli appunti, anche se non si riesce mai a capire cosa vi scriva: estremamente arguto, sembra che nulla riesca ad infastidirlo. Riesce sempre ad essere informato di tutto ciò che riguarda le vite private degli altri studenti, in particolare su quella di Haruhi. Non manca mai ad una seduta del Club e non cambia il tono di voce in nessuna occasione, se non impercettibilmente; ha una sua particolarissima vena comica (ma chi l'ascolta la considera cinica). Non ha molta fiducia nella natura umana.
Vive con suo padre, un ricco possidente zaibatsu con una polizia privata e una rete di proprietà immobiliari sparse in tutto il paese e due fratelli più grandi che deve sempre cercare di superare per poter sperare di diventare il successore del padre (non ha praticamente alcuna possibilità di diventar erede di famiglia, a meno che non sia in grado di surclassare i fratelli) e una sorella maggiore la quale tiene profondamente a lui.
Soffre di pressione bassa ed è noto a tutti il suo pessimo umore quando viene svegliato troppo presto alla mattina, cosa che ha in comune con Honey. È il primo a rendersi conto che Haruhi è una ragazza, ma decide di non dire nulla per vedere come gli altri reagiranno alla notizia. È interpretato da Masaya Matsukaze.
- Hikaru Hitachiin (常陸院 光?, Hitachiin Hikaru) e Kaoru Hitachiin (常陸院 馨?, Hitachiin Kaoru):

15-16 anni. Pericolosi, calcolatori, un po' egoisti, simpatici, furbi e ribelli, sono i facinorosi del gruppo. Gli piace perdere tempo, sono rumorosi e del tutto privi di tatto. Hikaru e Kaoru sono "gemelli monozigoti", non esitano a giocare brutti scherzi e si divertono ad usare (inizialmente) come proprio giocattolo la loro compagna di classe e collega host Haruhi.
Quando però iniziano a conoscerla un po' meglio cominciano a stimarla, specialmente da quando scoprono che Haruhi è l'unica perfettamente capace di distinguerli l'uno dall'altro anche se si scompigliano i capelli (difatti il modo più semplice per tutti di riconoscerli è dato dalla maniera in cui si pettinano, hanno la riga dai lati opposti): cosa che nessun altro è mai stato in grado di fare prima di lei, neppure la loro madre.
Sono spesso scambiati per omosessuali e ciò è dovuto in parte al loro atteggiamento, in parte dal fatto che lasciano intendere possa essere di questo tipo il loro legame privato (nel qual caso Hikaru recita la parte seme (manga), mentre Kaoru impersona l'uke).
Vivono con la madre Yuzuha, una designer e stilista di moda molto bella da cui hanno preso l'esuberanza, e il padre, un progettista di software per computer. Nel manga, Hikaru confessa il suo amore ad Haruhi, ma si vede rifiutato, lei infatti lo vede solo come un amico: sempre nel manga, Hikaru (il primogenito) che ha deciso di competere con Tamaki per conquistar il cuore di Haruhi (è la prima volta che sente questo tipo di sentimento per un'altra persona), le confessa il suo amore, ma lei non può accettarlo in quanto preferisce mantenere intatta la loro amicizia e anche perché molto innamorata di Tamaki.
Kaoru (nonostante fosse stato il 1° a dichiararsi) cedette il posto al fratello credendo lui l'amasse di più, prova allora a fare di tutto perché i due si possano incontrare e, per rendere possibile una loro unione, (nonostante lui stesso sia innamorato di Haruhi) pensando sia più importante cercare di rendere felice il fratello. Si rende conto che presto dovrà imparare a stare da solo. Sono interpretati rispettivamente da Kenichi Suzumura e Yoshinori Fujita.
- Mitsukuni Haninozuka (埴之塚 光邦?, Haninozuka Mitsukuni) soprannominato Honey (miele):

Piccolino e molto kawaii, nonostante il suo aspetto innocuo e indifeso e il visetto dai tratti dolci, è eccezionalmente forte (non ha eguali nella lotta; la sua famiglia è nota da generazioni per le sue abilità nelle arti marziali): è cintura nera e campione nazionale di karate e judo. Risulta essere così abile che, secondo il ministero della difesa nazionale, se avesse mai utilizzato appieno le sue capacità avrebbe potuto essere classificato quale "arma di distruzione di massa".
Mitsukuni o, come viene sempre chiamato, Honey è un dolce e amorevole ragazzo più somigliante ad uno scolaro delle elementari che ad un diciottenne qual è in realtà. La spiegazione che lui stesso ne da è questa: essendo nato il 29 Febbraio compie gli anni solo una volta ogni 4 anni, col risultato che ha avuto una maturazione più lenta del normale.
Gira sempre con suo cugino (gli piace stare seduto sulle sue spalle), Takashi, o "Mori", a cui è molto legato (lui è l'unico a poterlo chiamare per nome). Culla tra le braccia un coniglietto rosa impagliato che porta sempre con sé, chiamato Bun Bun (Usa-chan nel manga); la sua stanza è colma di pupazzetti e pelouche.
Gli piace abbracciare le persone e anche lui come Kyouya soffre di pressione sanguigna bassa; quand'è arrabbiato o di cattivo umore diventa un piccolo demonio e allora assume le sembianze di HoneyBlack. Soffre di claustrofobia ed è caratterizzato da un eterno ottimismo.
Vive col padre proprietario di un famoso dojo e col fratellino Yasuchika, con cui si trova in costante competizione per dimostrare quale dei due sia il combattente migliore. Adora mangiare dolcetti e pasticcini, che assume in qualsiasi momento e in gran quantità; il giorno di S. Valentino è il suo preferito, perché ottiene un sacco di cioccolata e torte da parte delle ragazze. È interpretato da Ayaka Saito.
- Takashi Morinozuka (銛之塚 崇 (モリ)?, Morinozuka Takashi) soprannominato Mori:

17-18 anni. Adorato da molte studentesse a cui piace flirtare con lui, cosa questa che percepisce (a differenza di Tamaki) come nient'affatto ovvia. Parla solo quando è strettamente necessario e risponde alle domande per lo più con monosillabi, è il più alto e muscoloso del gruppo. A differenza del cugino egli può alzarsi tranquillamente anche all'alba, ma non sopporta invero la mancanza di sonno la quale lo fa agire stranamente.
Tra i suoi hobby vi è il kendō, in cui è un maestro nonché campione nazionale: prende questo sport molto seriamente, in quanto gli permette di far da guardia del corpo al suo adorato cuginetto. Haruhi ad un certo dubiterà sulla reale relazione esistente tra i due ("Sono forse amanti??") Nel manga si trova ad aver un fratellino molto più estroverso di nome Satoshi. È interpretato da Daisuke Kirii.
- Renge Hōshakuji (宝積寺 れんげ?, Hōshakuji Renge):

Una ragazza franco-giapponese otaku. Eleggerà Kyouya, che assomiglia all'eroe del suo videogioco preferito, ad amore della sua vita. Fanatica di anime e manga, soprattutto yaoi, si autoproclamerà manager del gruppo.
- Ritsu Kasanoda (笠野田 律?, Kasanoda Ritsu):

Timido, complessato e con lo sguardo assassino. In principio discepolo di Mori, incappa nel segreto di Haruhi. Appartiene al club di giardinaggio.
- Umehito Nekozawa (猫澤 梅人?, Nekozawa Umehito):

Presidente del Black Magic Club, non sopporta la luce. Sta sempre appartato in luoghi oscuri e appare con un cappuccio nero pesante calato sulla testa (pochi sanno che è biondo con gli occhi azzurri). Ha una sorella più giovane, Kirimi, che a sua volta ha paura del buio e quindi non ha quasi mai occasione di vedere il fratello.
Porta sempre con sé un pupazzetto giallo a forma di gatto che lui chiama Beelzenef: una leggenda vuole che sarà inflitta una maledizione alla persona il cui nome verrà scritto sul retro della bambola, e l'unico che ci crede ciecamente è ovviamente Tamaki.
- Kanako Kasugazaki (春日崎 奏子?, Kasugazaki Kanako):
- Shirō Takaoji (鷹凰子嗣郎?, Takaoji Shirō):
- Ayame Jōnōchi (城之内綾女?, Jōnōchi Ayame):
- Yuzuru Suō (須王 譲?, Suō Yuzuru):

Padre di Tamaki. Leader zaibatsu, presidente dell'Ouran Academy. Integerrimo rappresentante della famiglia da cui proviene, fino a quando non s'innamorò d'una ragazza straniera durante un suo viaggio in Francia, ha lo stesso atteggiamento di Tamaki verso le donne
- Anne-Sophie Grantaine (アン ゾフィー・グランテーヌ?, An Zofi Gurantēnu):

Madre di Tamaki. Ultima discendente di un'aristocratica famiglia decaduta; ha una debolezza costituzionale genetica classificata come incurabile.
- Kirimi Nekozawa:

Sorellina di Umehito. Una bambina bionda molto carina con grandi occhi color turchese, ha una gran paura del buio e dei gatti
- Ryōji Fujioka (藤岡 涼二?, Fujioka Ryōji):

36 anni, il padre di Haruhi. Lavora di sera in un bar come travestito col nome d'arte di 'Ranka'.
- Kotoko Fujioka (藤岡 琴子?, Fujioka Kotoko):

Defunta madre di Haruhi. Era un avvocato di talento molto promettente.

## Il Club
L'idea di fondare il club venne a Tamaki mentre frequentava ancora la 3ªmedia. Creato appositamente per le ragazze che hanno problemi di solitudine o insoddisfazione sentimentale: queste saranno trattate (nei modi adeguati e più confacenti al loro status) come più hanno bisogno a seconda delle circostanze e occasioni.
Proprio la sala numero 3 di musica è stata attrezzata per ospitare il loro business e a volte viene riccamente decorata secondo un tema specifico (ambiente tropicale, parco per fare un picnic, etc); il tutto per far aumentare la piacevolezza del soggiorno delle clienti, e per mantenere gli incontri sempre ad un livello altamente interessante. È una grande sala piena di mobili costosissimi.

### Tipologie Host
Il Principe
Questo è il ruolo assunto da Tamaki, l'hoshi-sama, talvolta chiamato anche King o sir. Tutte le donne sono innamorate di lui, rappresenta la tipologia del "Principe Azzurro", il preferito e più richiesto dal 70% delle clienti. Un grande interrogativo sorge nei suoi riguardi: è incredibilmente intelligente o estremamente stupido?
Cool
Kyoya, la figura più misteriosa e intellettuale, e perciò molto "ganza" e sexy. Sa tutto di tutti, soprannominato il cardinale grigio o re delle ombre a causa del suo atteggiamento freddo e avido in ogni situazione.
gli incestuosi
I gemelli, i piccoli diavoli dispettosi. Rappresentano la tipologia dei selvaggi e un po' pazzi, del tutto presi in un gioco che farebbe intendere apparentemente un rapporto amoroso-incestuoso tra i due.
Il bel tenebroso
Mori, il rude selvaggio, dal carattere oscuro, forte e selvatico.
Loli-shota
Honey, il ragazzo davvero troppo kawaii con vocina da bambinetto. Abbigliato con vestitini per bambini d'ispirazione vittoriana; è molto richiesto per la sua innata "morbidezza", ma attira anche molto le clienti per la sua straordinaria ingenuità.
La persona semplice
Haruhi, il tipo caratteriale più naturale, lo sgobbone del gruppo.

### Altri club
White Club Lilies
Situato nell'Accademia femminile Lobelia, il suo nome ufficiale è "società del giglio bianco", ma è altrimenti noto col soprannome di "Zuka Club". I suoi membri sono ardenti sostenitori del ritorno al matriarcato, ossia il potere e dominio esclusivo da parte delle donne. I leader incontrastati di questo gruppo sono Benio Amakusa, Chizuru Maihara e l'idol Hinako Tsuwabuki, a causa del loro carattere da maschiacci e dello stile energico e impositivo.
Il club è molto impegnato e tra le sue molteplici attività possiamo includere canto, recitazione, danza e balletto classico; si distingue inoltre nell'assidua produzione di vari spettacoli, concerti e rappresentazioni teatrali. Disprezzano gli Host e cercano di attirare Haruhi con loro. Il conflitto con l'Host Club nasce a causa dei loro differenti modi d'approccio all'universo femminile e alla maniera in cui considerano e trattano le donne.
Nel loro nome "giglio-shoshana" vi è un doppio significato, in quanto in giapponese la parola giglio indica anche lo stile yuri, termine che caratterizza l'amore saffico: a dire che i membri di quest'associazione sono tutte lesbiche.
Il club di giornalismo
Attualmente sta vivendo un momento molto difficile, in quanto sono rimasti solo tre membri, ovvero il presidente Akira Komatsuzawa e i suoi "scagnozzi" Yuko Tikage e Sake Tomotika. Al club viene affidata la pubblicazione del giornalino scolastico, la sua noiosa superficialità nel descrivere pettegolezzi (per la maggior parte oltretutto inverosimili) lo rende davvero poco popolare presso l'Ouran High School.
Il suo presidente non esita ad usare sporchi trucchi, cercando a tutti i costi di guadagnare popolarità a scapito di Tamaki (rivelando la verità sulle sue origini familiari), al fine di realizzare il suo sogno di diventare giornalista professionista.
Karate Club
Capitano di quest club durante le scuole medie era stato "Honey", ma dopo che Tamaki lo convinse ad entrare nel Host Club, il suo posto è stato preso dal fratello minore Yasutika.
Black Magic
Per la maggior parte del tempo le riunioni di questo club si svolgono all'interno d'una stanzetta scarsamente illuminata nel sottoscala della scuola, e i suoi membri vi trascorrono tutto il tempo studiando rituali magico-mistici. È guidato con grande carisma da Yumehito.

## Media

### Manga
Il manga, da cui è stato tratto l'anime, risulta più completo e il finale è diverso rispetto all'anime. Nel manga infatti si raccontano le vicende dei membri dell'Host Club fino a quando Harui parte per il college in America e nell'episodio finale i personaggi sono ormai adulti.
Nel dare vita all'anime, gli autori hanno preferito fermare la serie temporale degli eventi prima rispetto al vero finale del manga. Un'altra grossa differenza è che nell'anime non si raccontano del tutto le storie dei personaggi, Tamaki in primis, mentre nel manga vengono raccontati diversi fatti tra cui come i personaggi hanno incontrato Tamaki, con relative storie pregresse, e l'infanzia di quest'ultimo.

#### Altri personaggi
Mei: la migliore amica di Haruhi sua coetanea, inizialmente innamorata di Tamaki decide di dimenticarlo dopo aver capito i sentimenti dell'amica, esperta in moda sogna una vita da designer professionista di vestiti. In seguito sposerà Kasanoda.

#### Volumi
| Nº | Data di prima pubblicazione | Data di prima pubblicazione | Data di prima pubblicazione |
| Nº | Giapponese                  | Giapponese                  | Italiano                    |
| -- | --------------------------- | --------------------------- | --------------------------- |
| 1  | 5 agosto 2003               | ISBN 978-4-592-17448-6      | 23 febbraio 2006            |
| 2  | 5 novembre 2003             | ISBN 978-4-592-17449-3      | 21 aprile 2006              |
| 3  | 5 marzo 2004                | ISBN 978-4-592-18081-4      | 22 giugno 2006              |
| 4  | 5 agosto 2004               | ISBN 978-4-592-18082-1      | 24 agosto 2006              |
| 5  | 5 gennaio 2005              | ISBN 978-4-592-18083-8      | 12 ottobre 2006             |
| 6  | 5 luglio 2005               | ISBN 978-4-592-18084-5      | 15 marzo 2007               |
| 7  | 5 dicembre 2005             | ISBN 978-4-592-18085-2      | 12 luglio 2007              |
| 8  | 5 aprile 2006               | ISBN 978-4-592-18086-9      | 15 novembre 2007            |
| 9  | 5 settembre 2006            | ISBN 978-4-592-18087-6      | 14 febbraio 2008            |
| 10 | 5 aprile 2007               | ISBN 978-4-592-18088-3      | 15 maggio 2008              |
| 11 | 5 settembre 2007            | ISBN 978-4-592-18089-0      | 12 ottobre 2008             |
| 12 | 5 aprile 2008               | ISBN 978-4-592-18090-6      | 5 febbraio 2009             |
| 13 | 5 settembre 2008            | ISBN 978-4-592-18713-4      | 20 agosto 2009              |
| 14 | 1º maggio 2009              | ISBN 978-4-592-18714-1      | 17 gennaio 2010             |
| 15 | 4 settembre 2009            | ISBN 978-4-592-18715-8      | 6 giugno 2010               |
| 16 | 5 aprile 2010               | ISBN 978-4-592-18716-5      | 20 marzo 2011               |
| 17 | 3 settembre 2010            | ISBN 978-4-592-18717-2      | 9 luglio 2011               |
| 18 | 5 aprile 2011               | ISBN 978-4-592-18718-9      | 5 novembre 2011             |

### Anime
La serie animata, composta da 26 episodi, è andata in onda nel 2006 su Nippon Television.

## Accoglienza
Liz Adler di CBR.com ha classificato Haruhi Fujioka come la quarta protagonista più amata degli shōjo.